# Michał Kwiatkowski
Michał Kwiatkowski [ˈmixaw kfjatˈkɔfski] (* 2. Juni 1990 in Chełmża) ist ein polnischer Radrennfahrer. Im Jahr 2014 wurde er Weltmeister, ehe er im Jahr 2017 mit Mailand–Sanremo ein Monument des Straßenradsports gewinnen konnte. Bei der Tour de France feierte er in den Jahren 2020 und 2023 jeweils einen Etappensieg.

## Werdegang
Bereits als Junior zeigte Kwiatkowski auf und gewann im Jahr 2007 die Gesamtwertungen der La Coupe du Président de la Ville de Grudziądz, Course de la Paix Juniors, Tour de la Région de Lodz und eine Etappe des Giro della Lunigiana. Durch diese Siege konnte er die Gesamtwertung des Rad-Weltcups der Junioren für sich entscheiden. Bei den Europameisterschaften in Sofia holte er Gold im Straßenrennen der Junioren und wurde Zweiter im Zeitfahrbewerb. In seinem zweiten Juniorenjahr gewann er die Trofeo Città di Ivrea, die Gesamtwertung der Trofeo Karlsberg und sicherte sich den Titel des Welt- und Europameisters im Zeitfahren der Junioren. Bei der Europameisterschaft im Bahnradsport in Pruszków gewann er die Bronzemedaille im Punktefahren.
Im Jahr 2009 gewann er als U23-Fahrer den nationalen Titel im Straßenrennen, ehe er bei der Slowakei-Rundfahrt seinen ersten Sieg in der Elite einfuhr und im Jahr darauf für das Professional Continental Team Caja Rural an den Start ging. Bei der Tour de l’Avenir belegte er für die polnische Nationalmannschaft den 70. Gesamtrang. Nach nur einem Jahr wechselte Kwiatkowski im Alter von 20 Jahren zum UCI WorldTeam Radioshack und wurde Gesamtdritter der Driedaagse van West-Vlaanderen, Driedaagse De Panne-Kortrijk und Tour du Poitou-Charentes. Nach der Flandern-Rundfahrt bestritt er damals mit der Lombardei-Rundfahrt zwei Monumente des Radsports, wobei er bei beiden nicht das Ziel erreichte.

### Wechsel zur Quick-Step-Mannschaft
Nach der Fusion der Mannschaften Radioshack und Leopard Trek wechselte Kwiatkowski im Jahr 2012 zur belgische Omega Pharma Quick Step Mannschaft, für die er in seiner ersten Saison den Prolog der Driedaagse van West-Vlaanderen gewann, jedoch am letzten Etappentag im Führungstrikot ausfiel. Im Anschluss gab er beim Giro d’Italia 2011 sein Grand-Tour-Debüt und beendete diesen auf dem 136. Gesamtrang. Nach Platz zwei bei den polnischen Zeitfahrmeisterschaften musste er sich bei der Polen-Rundfahrt nur dem Italiener Francesco Moser geschlagen geben, ehe er sein Heimatland kurz darauf bei den Olympischen Spielen in London vertrat.
Im Jahr 2013 zeigte Kwiatkowski bereits im Frühjahr auf, als er Gesamtzweiter der Algarve-Rundfahrt und Gesamtvierter bei Tirreno–Adriatico wurde, womit er sich die Nachwuchswertung des UCI WorldTour-Etappenrennens sicherte. Bei den Ardennen-Klassikern zeigte er mit den Plätzen vier und fünf beim Amstel Gold Race bzw. Flèche Wallonne auf, blieb bei Lüttich–Bastogne–Lüttich jedoch hinter seinen Erwartungen zurück. Nachdem er sich den polnischen Meistertitel auf der Straße gesichert hatte, ging Michał Kwiatkowski bei der Tour de France 2013 an den Start und trug für zehn Tage das Weiße Trikot des besten Nachwuchsfahrers. Schlussendlich belegte er als bester Fahrer seiner Mannschaft den elften Gesamtrang. Am Ende der Saison wurde er Fünfter des Grand Prix de Wallonie und gewann gemeinsam mit seinen Teamkollegen bei den Straßen-Weltmeisterschaften die Goldmedaille im Mannschaftszeitfahren.
Im Jahr 2014 setzte sich Kwiatkowski bei der Trofeo Serra de Tramuntana, einem Rennen der Mallorca Challenge durch. Bei der Algarve-Rundfahrt gewann er zwei Etappen und sicherte sich so seinen ersten Gesamtsieg bei einem Etappenrennen der Elite. Im Anschluss setzte er sich bei der Strade Bianche im Schlussanstieg gegen Peter Sagan durch und gewann so sein erstes großes Eintagesrennen. Nach dem zweiten Gesamtrang bei der Baskenland-Rundfahrt zeigte er erneut seine Qualitäten bei den Ardennen-Klassikern auf und fuhr sowohl beim Flèche Wallonne als auch bei Lüttich–Bastogne–Lüttich als Dritter aufs Podest. Nach seinem ersten nationalen Titel im Zeitfahren ging er bei der Tour de France 2014 an den Start, wo er längere Zeit unter den Top 10 des Gesamtklassements platziert war, ehe er in der dritten Woche auf den Pyrenäen-Etappen viel Zeit verlor und schlussendlich 28. wurde. Gegen Ende der Saison sicherte er sich eine Etappe der Tour of Britain, musste sich in der Gesamtwertung jedoch dem Niederländer Dylan van Baarle um zehn Sekunden geschlagen geben. Bei den Straßenrad-Weltmeisterschaften in Ponferrada holte er gemeinsam mit seinen Teamkollegen die Bronzemedaille im Mannschaftszeitfahren, ehe er im Straßenrennen sieben Kilometer vor dem Ziel angriff und sich als Solist zum Weltmeister krönte.

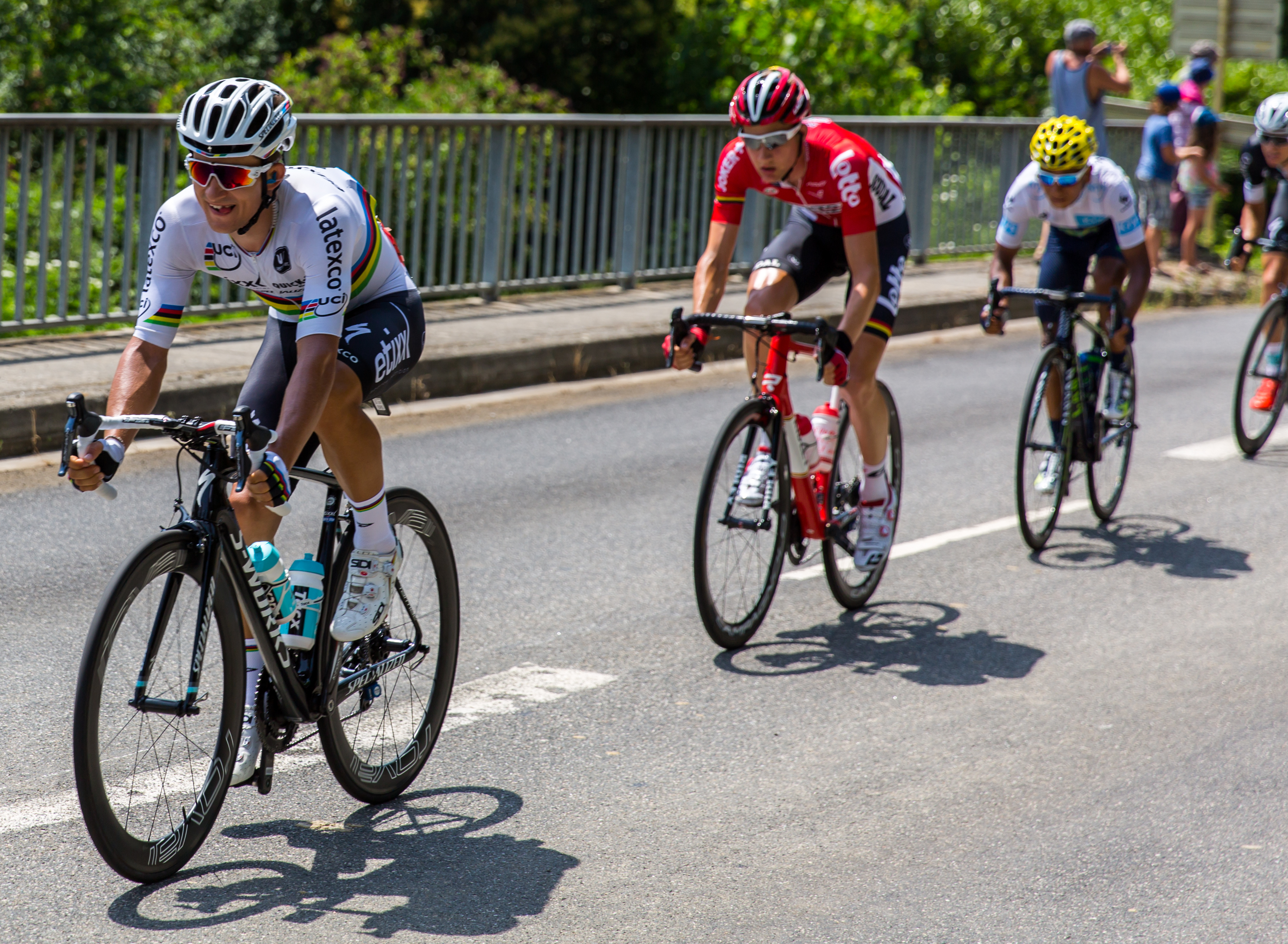
Michał Kwiatkowski im Regenbogentrikot bei der Tour de France 2015

Im Trikot des Weltmeisters musste sich Michał Kwiatkowski zu Beginn des Jahres 2015 sowohl bei der Algarve-Rundfahrt, als auch bei Paris–Nizza knapp geschlagen geben, ehe er das Amstel Gold Race im Sprint aus einer kleinen Gruppe gewann. Im Verlauf der restlichen Saison konnte er keine weiteren Top-Ergebnisse einfahren und gab sowohl die Tour de France als auch die Polen-Rundfahrt auf. Bei den Straßenradsport-Weltmeisterschaften in Richmond holte er mit seinen Teamkollegen die Silbermedaille im Mannschaftszeitfahren und wurde Achter des Straßenrennens.

### Wechsel zum Team Sky
Ab dem Jahr 2016 ging Kwiatkowski für das britische Team Sky an den Start, das später unter dem Namen Ineos Grenadiers fuhr. In seiner ersten Saison gewann er mit dem E3 Harelbeke erstmals ein großes belgisches Eintagesrennen, wobei er sich im Zweiersprint vor dem Weltmeister Peter Sagan durchsetzte. Im Sommer vertrat er die polnische Nationalmannschaft bei den Olympischen Spielen von Rio de Janeiro. Am Ende der Saison ging er bei der Vuelta a España als Helfer des dreifachen Tour-de-France-Siegers Chris Froome an den Start und gewann mit seinen Teamkollegen das Mannschaftszeitfahren der 1. Etappe. Tags drauf trug er für einen Tag das Rote Trikot des Gesamtführenden, musste die Spanien-Rundfahrt jedoch bereits auf der 7. Etappe aufgeben.

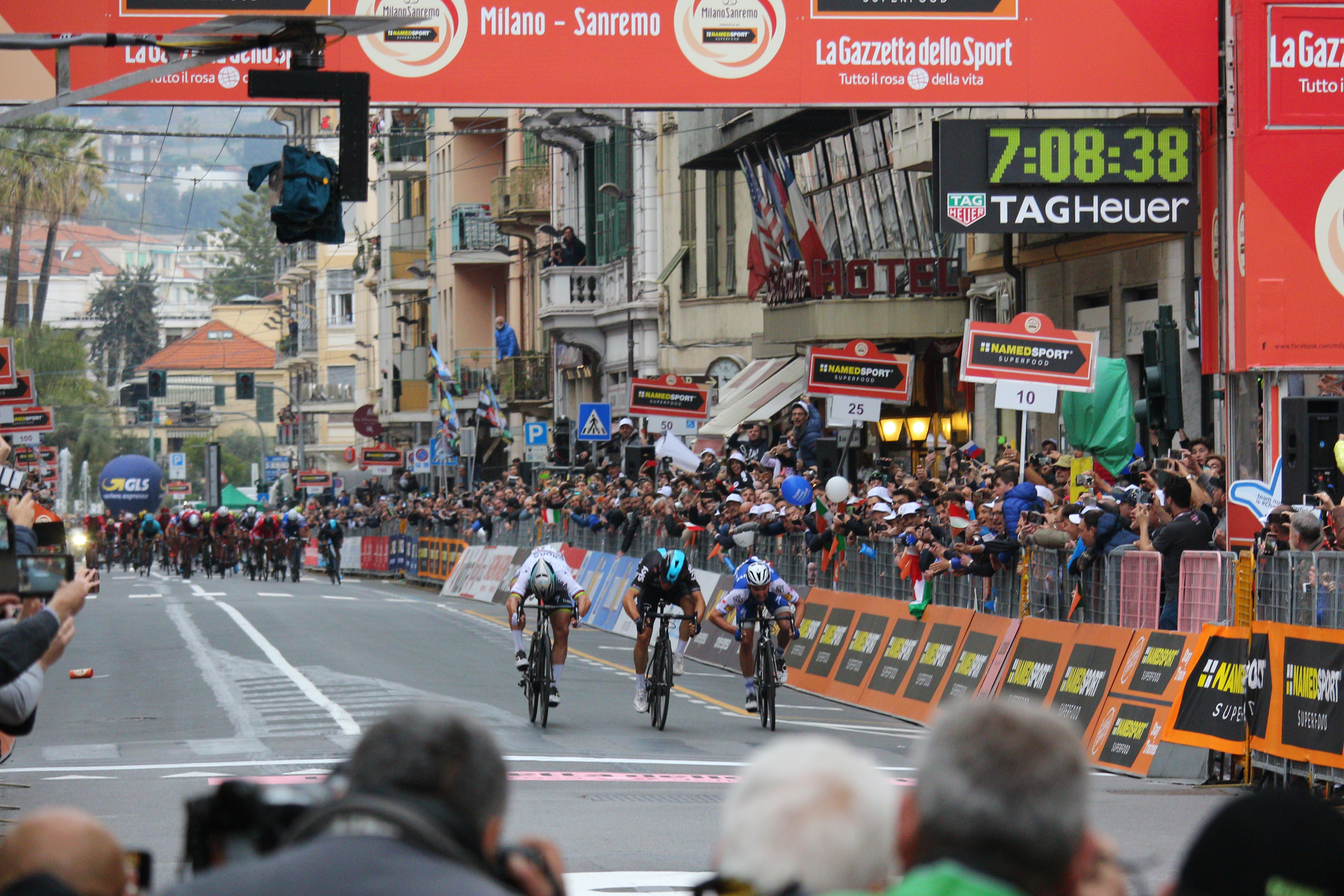
Michał Kwiatkowski (Mitte) gewinnt Mailand–Sanremo 2017

Im Jahr 2017 gewann Kwiatkowski zum zweiten Mal die Strade Bianche, wobei er diesmal das Ziel als Solist nach einem rund 15 Kilometer langen Solo erreichte. Nach der Fernfahrt Tirreno–Adriatico ging er zum fünften Mal bei Mailand–Sanremo an den Start und konnte sich im Finale im Anstieg des Poggio gemeinsam mit Peter Sagan und Julian Alaphilippe vom restlichen Fahrerfeld absetzten. Das Trio erreichte die Zielgerade auf der Via Roma mit wenigen Sekunden Vorsprung, wobei sich Kwiatkowski im Sprint durchsetzte und so ein Monument des Radsports gewann. Bei den Ardennen-Klassikern musste er sich zunächst Philippe Gilbert beim Amstel Gold Race geschlagen geben, ehe er als Dritter von Lüttich–Bastogne–Lüttich erneut auf einem Podium eines Monuments stand. Nach seinem zweiten nationalen Zeitfahrmeistertitel unterstützte er Chris Froome bei der Tour de France 2017, wo der Brite seine vierte und letzte Tour de France gewann. Wenige Tage nach der Frankreich-Rundfahrt gewann Kwiatkowski mit der Clásica San Sebastián ein weiteres großes Eintagesrennen. Am Ende der Saison holte er mit seinen Teamkollegen die Bronzemedaille im Mannschaftszeitfahren der Straßenradsport-Weltmeisterschaften in Bergen und belegte im Straßenrennen im Sprint aus einer größeren Gruppe den elften Rang.

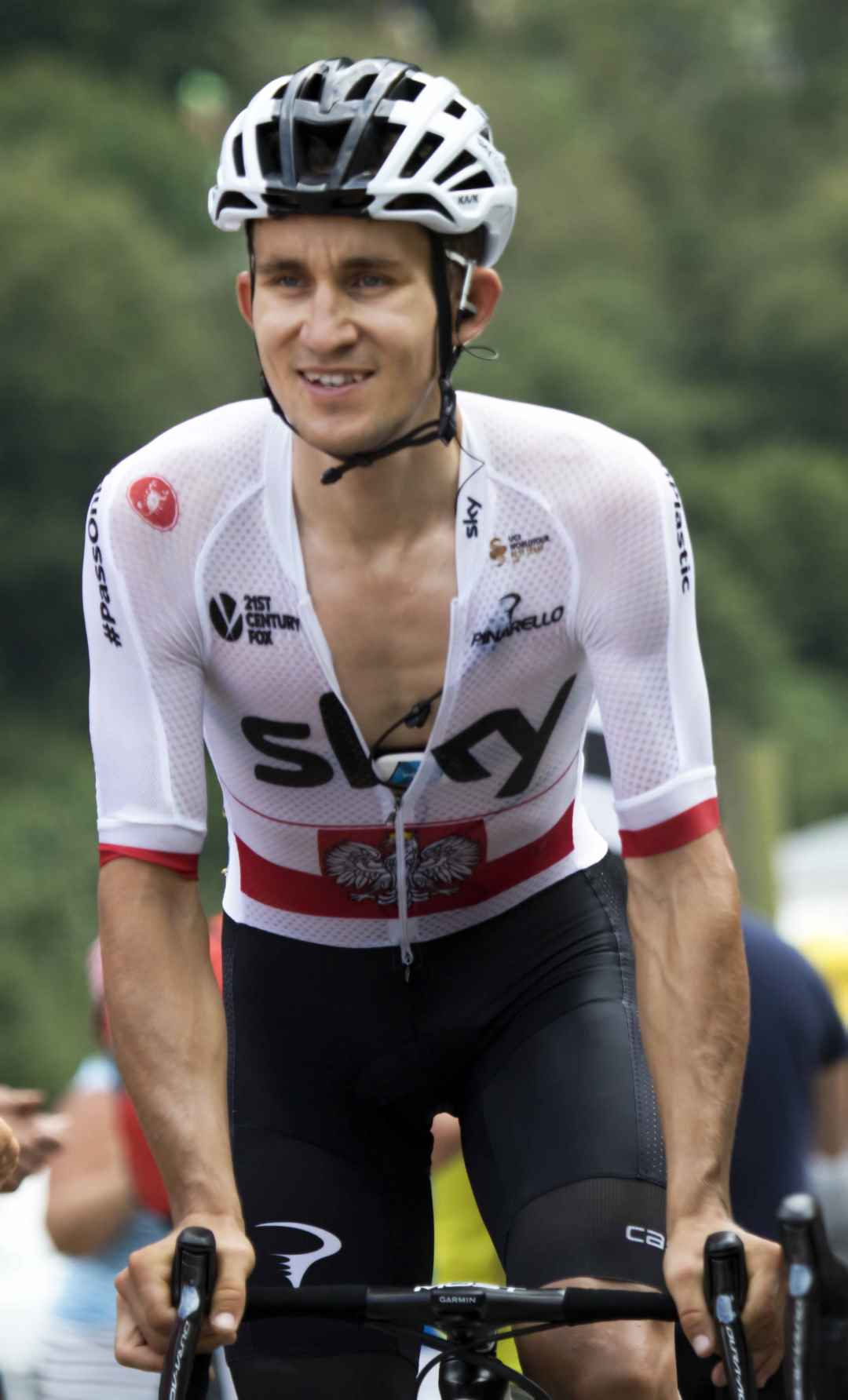
Michał Kwiatkowski im Trikot des polnischen Meisters bei der Tour de France 2018

2018 konnte Michał Kwiatkowski nicht an seine Erfolge bei den großen Eintagesrennen anschließen, gewann jedoch die Gesamtwertung der Algarve-Rundfahrt und sicherte sich wenig später den Gesamtsieg bei Tirreno–Adriatico, einer Rundfahrt der UCI WorldTour. Nachdem er den Prolog des Critérium du Dauphiné für sich entschieden hatte, wurde er ein zweites Mal polnischer Meister im Straßenrennen und verhalf kurz darauf Geraint Thomas zu dessen Gesamtsieg bei der Tour de France 2018. Bei der Polen-Rundfahrt gewann Kwiatkowski gleich zwei Etappen und sicherte sich so einen weiteren Gesamtsieg bei einem Etappenrennen der UCI WorldTour. Nach der Vuelta a España 2018 verpasste er als Vierter eine Medaille im Einzelzeitfahren bei den Straßenradsport-Weltmeisterschaften von Innsbruck.
Im Jahr 2019 wurde Kwiatkowski Dritter der Gesamtwertung bei Paris–Nizza, wobei der seinem Teamkollegen Egan Bernal zum Gesamtsieg verhalf. Bei der Tour de France 2019 stellte er sich erneut in die Dienste des Kolumbianers, der die Frankreich-Rundfahrt als erster Südamerikaner für sich entschied. Bei den großen Eintagesrennen blieb  Michał Kwiatkowski weiterhin einer der stärksten Fahrer und wurde im Frühjahr Dritter von Mailand–Sanremo. In der Saison 2020, die maßgeblich durch die COVID-19-Pandemie beeinflusst wurde, erhielt er bei der Tour de France nach dem Ausscheiden seiner Kapitäne die Freiheiten, auf Etappensiege zu fahren, und gewann die 18. Etappe, auf der er sich gemeinsam mit seinem Teamkollegen Richard Carapaz von der Ausreißergruppe abgesetzt hatte. Die beiden kamen Arm in Arm ins Ziel, wobei Kwiatkowski als Erster über die Linie rollte. Bei den Straßenradsport-Weltmeisterschaften in Imola kam er in einer kleinen Gruppe hinter dem Sieger Julian Alaphilippe ins Ziel und zog im Sprint um die verbliebenen Medaillen den kürzeren.
Nach einer sieglosen Saison 2021 gewann Kwiatkowski im Jahr 2022 das Amstel Gold Race zum zweiten Mal, wobei er sich im Fotofinish vor dem Franzosen Benoît Cosnefroy durchsetzte. Beim Critérium du Dauphiné zog er sich eine Verletzung der Ischiocruralen Muskulatur zu und konnte erstmals seit 2012 nicht an der anschließenden Tour de France teilnehmen. 2023 sicherte er sich seinen dritten nationalen Zeitfahrmeister-Titel und gewann die 13. Etappe der Tour de France, die mit einer Bergankunft am Grand Colombier zu Ende ging.
In der ersten Jahreshälfte 2024 blieb Kwiatkowski zumeist ohne vordere Resultate. In der Tour de France 2024 kam er in der 18. Etappe einem Sieg am nächsten, als er in einer Ausreißergruppe mit Victor Campenaerts und Mattéo Vercher zum Ziel in Barcelonnette kam. Im Sprint konnte er sich jedoch nicht durchsetzen und wurde Dritter. Bei den Olympischen Spielen 2024 wurde Kwiatkowski zum polnischen Vertreter im Straßenradsport bestimmt. Im Einzelzeitfahren kam er auf den 23. Rang, musste dann aber wegen Rückenschmerzen auf den Start im Straßenrennen verzichten.
Im Jahr 2025 gewann Michał Kwiatkowski die Clásica Jaén, nachdem er sich rund 50 Kilometer vor dem Ziel gemeinsam mit Brandon McNulty löste und die letzten 14 Kilometer als Solist zurücklegte.

## Weitere Engagements
Kwiatkowski gründete 2013 gemeinsam mit der örtlichen Sporthochschule in Toruń eine Radsportakademie. Darüber hinaus betreibt er mit seinem Bruder Radosław Kwiatkowski das Radsportunternehmen Veloart mit Niederlassungen in Warschau und Krakau.

## Erfolge
2007
- Europameister – Straßenrennen (Junioren)

2008
- Europameister – Einzelzeitfahren (Junioren)
- Weltmeister – Einzelzeitfahren (Junioren)

2009
- Polnischer Meister – Straßenrennen (U23)

2012
- Prolog Driedaagse van West-Vlaanderen

2013
- Mannschaftszeitfahren und  Nachwuchswertung Tirreno–Adriatico
- Polnischer Meister – Straßenrennen
- Weltmeister – Mannschaftszeitfahren

2014
- Trofeo Serra de Tramuntana
- Gesamtwertung und zwei Etappen Volta ao Algarve
- Strade Bianche
- Mannschaftszeitfahren Tirreno–Adriatico
- Punktewertung Vuelta al País Vasco
- Prolog Tour de Romandie
- Polnischer Meister – Einzelzeitfahren
- eine Etappe und Punktewertung Tour of Britain
- Weltmeisterschaft – Mannschaftszeitfahren
- Weltmeister – Straßenrennen

2015
- Prolog und  Nachwuchswertung Paris–Nice
- Amstel Gold Race
- Weltmeisterschaft – Mannschaftszeitfahren

2016
- E3 Harelbeke
- Mannschaftszeitfahren Vuelta a España

2017
- Strade Bianche
- Mailand–Sanremo
- Polnischer Meister – Einzelzeitfahren
- Clásica San Sebastián
- Weltmeisterschaft – Mannschaftszeitfahren

2018
- Gesamtwertung, zwei Etappen und Punktewertung Volta ao Algarve
- Gesamtwertung Tirreno–Adriatico
- Prolog und Mannschaftszeitfahren Critérium du Dauphiné
- Polnischer Meister – Straßenrennen
- Gesamtwertung, zwei Etappen und Punktewertung Polen-Rundfahrt

2019
- Punktewertung Paris–Nice

2020
- eine Etappe Tour de France

2021
- Mannschaftszeitfahren Tour of Britain

2022
- Amstel Gold Race

2023
- Polnischer Meister – Einzelzeitfahren
- eine Etappe Tour de France

2025
- Clásica Jaén Paraíso Interior

## Wichtige Platzierungen
| Grand Tour            | 2011 | 2012 | 2013 | 2014 | 2015 | 2016 | 2017 | 2018 | 2019 | 2020 | 2021 | 2022 | 2023 | 2024 |
| --------------------- | ---- | ---- | ---- | ---- | ---- | ---- | ---- | ---- | ---- | ---- | ---- | ---- | ---- | ---- |
| Giro d’ItaliaGiro     | –    | 136  | –    | –    | –    | –    | –    | –    | –    | –    | –    | –    | –    | –    |
| Tour de FranceTour    | –    | –    | 11   | 28   | DNF  | –    | 57   | 49   | 83   | 30   | 68   | –    | 49   | 54   |
| Vuelta a EspañaVuelta | –    | –    | –    | –    | –    | DNF  | –    | 43   | –    | –    | –    | –    | –    | –    |

| Weltmeisterschaft        | 2011 | 2012 | 2013 | 2014 | 2015 | 2016 | 2017 | 2018 | 2019 | 2020 | 2021 | 2022 | 2023 | 2024 |
| ------------------------ | ---- | ---- | ---- | ---- | ---- | ---- | ---- | ---- | ---- | ---- | ---- | ---- | ---- | ---- |
| StraßenrennenStraße      | 31   | –    | DNF  | 1    | 8    | –    | 11   | DNF  | –    | 4    | 36   | –    | DNF  | –    |
| EinzelzeitfahrenEZF      | 48   | –    | 24   | –    | –    | –    | –    | 4    | –    | –    | 24   | –    | –    | –    |
| MannschaftszeitfahrenMZF | –    | –    | 1    | 3    | 2    | 4    | 3    | 4    | –    | –    | –    | –    | –    | –    |

| Monument                 | 2011 | 2012 | 2013 | 2014 | 2015 | 2016 | 2017 | 2018 | 2019 | 2020 | 2021 | 2022 | 2023 | 2024 |
| ------------------------ | ---- | ---- | ---- | ---- | ---- | ---- | ---- | ---- | ---- | ---- | ---- | ---- | ---- | ---- |
| Mailand–Sanremo          | –    | –    | –    | –    | 67   | 40   | 1    | 11   | 3    | 15   | 17   | 16   | 139  | 54   |
| Flandern-Rundfahrt       | –    | –    | 40   | –    | –    | 27   | –    | 28   | –    | 54   | –    | –    | –    | –    |
| Paris–Roubaix            | –    | –    | –    | –    | –    | –    | –    | –    | –    | –    | 70   | 77   | –    | –    |
| Lüttich–Bastogne–Lüttich | –    | –    | 92   | 3    | 21   | 36   | 3    | 29   | 12   | 10   | 11   | 100  | DNF  | DNF  |
| Lombardei-Rundfahrt      | –    | –    | –    | 73   | 54   | –    | –    | –    | –    | –    | –    | –    | –    | –    |

## Auszeichnungen
- International Flandrien of the Year (2014)[16]
- Goldenes Verdienstkreuz der Republik Polen (2014)[17]
- Radsportler des Jahres von Polen 2014[18]